# Иштван II
Иштван II (венг. II István; хорв. Stjepan II; 1101 — 1131) — король Венгрии и Хорватии с 1116 года из династии Арпадов.

## Рождение и детство
Около 1101 года жена короля Кальмана Книжника Бузилла (Фелиция), дочь Роджера Сицилийского) родила сразу двух наследников престола — братьев-близнецов Ласло и Иштвана. Но один из братьев, Ласло, умер вскоре после рождения (по другим данным — в 1112 году). Иштван остался единственным сыном короля. Уже в 1105 году он был коронован как наследник. Его отец Кальман поспешил с коронацией прежде всего потому, что хотел лишить всяких законных прав на престол своего мятежного младшего брата Альмоша. Альмош постоянно оспаривал трон у своего брата, но безуспешно. Очередная предпринятая им попытка государственного переворота закончилась его пленением и ослеплением (ок. 1115 года) не только его самого, но и его малолетнего сына Белы. Но и после этой жестокой расправы Альмош не прекратил борьбу за престол. Поэтому уже через несколько дней после кончины короля Кальмана Лёринц, архиепископ Эстергомский, поспешил провозгласить принца Иштвана новым королём Венгрии — Иштваном II (3 февраля 1116 года).

## Правление
Уже весной 1116 года венгерское войско потерпело страшное поражение от чехов на реке Ольшаве. Козьма Пражский в своей «Чешской Хронике» писал, что в этой битве «венгров погибло даже больше чем на реке Лех». Неудачей венгров не замедлила воспользоваться Венеция: в результате длившейся 9 лет (с перерывами) войны (1116—1125 годы) венецианцы отняли у венгров Далмацию.
В 1121 году Иштван II вмешался в междоусобицу русских князей, поддержав Ярослава Святополчича в его войне с Владимиром Мономахом. В 1123 году князь Ярослав Святополчич погиб при осаде Владимира Волынского. Иштван II ратовал за продолжение осады, но его приближенные настояли на возвращении в Венгрию, пригрозив низложить короля в случае отказа.
В 1126 году ослеплённый герцог Альмош, опираясь на своих сторонников из числа мадьярской знати, в очередной раз попытался захватить венгерский трон и, потерпев очередную неудачу, сбежал в Византию. Назревала война с византийцами, и Иштвану пришлось, наконец, замириться с чехами, а заодно и с немцами. Война с Византией длилась с 1127 по 1129 год. Остановить её не смогла даже смерть герцога Альмоша, наступившая, как кажется, по естественным причинам в 1127 году. Несмотря на первые военные успехи, венгры снова были разбиты, и мирный договор лишь восстановил довоенный status quo.
В конце 1120-х годов ишпаны Иван и Борш подняли мятеж и даже избрали антикороля.
С трудом подавив восстание, Иштван II предпочел примириться также и со своим ослеплённым кузеном Белой, сыном покойного герцога Альмоша. И хотя Иштван, за неимением собственных детей, заранее назначил своим преемником племянника Саула (сына сестры Жофии), не исключено, что под конец жизни он успел пересмотреть своё завещание в пользу Белы. Иштван также организовал женитьбу Белы, сосватав за него дочь Сербского жупана Уроша I Илону (Елену).
Несмотря на воинственный нрав, король Иштван II не отличался крепким здоровьем, почти беспрерывно болел и умер в возрасте 30 лет от кровавого поноса.

## Родословная
| предшественник  | правление | преемник  |
| --------------- | --------- | --------- |
| Кальман Книжник | Иштван II | Бела II   |
| 1095—1116       | 1116—1131 | 1131—1141 |